# American Hockey League 1976-1977
La stagione 1976-1977 è stata la 41ª edizione della American Hockey League, la più importante lega minore nordamericana di hockey su ghiaccio. A causa di un'ulteriore riduzione del numero delle partecipanti le squadre vennero raggruppate in un'unica division e venne modificato il tabellone dei playoff. La stagione vide al via sei formazioni e al termine dei playoff i Nova Scotia Voyageurs conquistarono la loro terza Calder Cup sconfiggendo i Rochester Americans 4-2.

## Modifiche
- I Richmond Robins cessarono le proprie attività.
- I Baltimore Clippers si trasferirono nella Southern Hockey League.
- I Providence Reds cambiarono il proprio nome in Rhode Island Reds.

## Stagione regolare

### Classifica
|  | Pos. | Squadra               | Pt  | G  | V  | S  | N | GF  | GS  | DR  |
|  | ---- | --------------------- | --- | -- | -- | -- | - | --- | --- | --- |
|  | 1.   | Nova Scotia Voyageurs | 110 | 80 | 52 | 22 | 6 | 308 | 225 | +83 |
|  | 2.   | New Haven Nighthawks  | 92  | 80 | 43 | 31 | 6 | 333 | 287 | +46 |
|  | 3.   | Rochester Americans   | 89  | 80 | 42 | 33 | 5 | 320 | 273 | +47 |
|  | 4.   | Hershey Bears         | 78  | 80 | 36 | 38 | 6 | 282 | 293 | -11 |
|  | 5.   | Springfield Indians   | 57  | 80 | 28 | 51 | 1 | 302 | 390 | -88 |
|  | 6.   | Rhode Island Reds     | 54  | 80 | 25 | 51 | 4 | 282 | 359 | -77 |

Legenda:

      Ammesse ai Playoff
Note:

Due punti a vittoria, un punto a pareggio, zero a sconfitta.

### Statistiche
Classifica marcatori
| Giocatore      | Squadra               | PG | Gol | Assist | Punti |
| -------------- | --------------------- | -- | --- | ------ | ----- |
| André Peloffy  | Springfield Indians   | 79 | 42  | 57     | 99    |
| Ed Johnstone   | New Haven Nighthawks  | 80 | 40  | 58     | 98    |
| Doug Gibson    | Rochester Americans   | 78 | 41  | 56     | 97    |
| Tom Colley     | New Haven Nighthawks  | 80 | 37  | 56     | 93    |
| Blake Dunlop   | New Haven Nighthawks  | 76 | 33  | 60     | 93    |
| Pierre Mondou  | Nova Scotia Voyageurs | 71 | 44  | 45     | 89    |
| Walt Ledingham | Rhode Island Reds     | 73 | 29  | 57     | 86    |
| Rod Schutt     | Nova Scotia Voyageurs | 80 | 33  | 51     | 84    |
| Ron Garwasiuk  | Rochester Americans   | 68 | 32  | 42     | 74    |
| Rick Adduono   | Rochester Americans   | 77 | 29  | 45     | 74    |
|                |                       |    |     |        |       |

Classifica portieri
| Giocatore     | Squadra                 | PG | MGS  |  |
| ------------- | ----------------------- | -- | ---- |  |
| Dave Elenbaas | Nova Scotia Voyageurs   | 31 | 2.61 |  |
| Ed Walsh      | Nova Scotia Voyageurs   | 40 | 2.86 |  |
| Don Edwards   | Hershey Bears           | 47 | 2.91 |  |
| Paul Harrison | New Haven Nighthawks    | 55 | 3.16 |  |
| Jim Pettie    | Rochester Americans     | 43 | 3.19 |  |
| Dave Reece    | 2 franchigie (ROC, RHO) | 43 | 3.85 |  |
| Bob Sauvé     | 2 franchigie (HER, RHO) | 34 | 4.17 |  |
| Grant Cole    | Springfield Indians     | 49 | 4.53 |  |
| Jerome Mrazek | 2 franchigie (SPR, HER) | 43 | 5.10 |  |
|               |                         |    |      |  |

## Playoff
|  | Semifinali | Semifinali            | Semifinali |                     |   | Calder Cup            | Calder Cup | Calder Cup |  |
|  |            |                       |            |                     |   |                       |            |            |  |
|  | 1          | Nova Scotia Voyageurs | 4          |                     |   |                       |            |            |  |
|  | 1          | Nova Scotia Voyageurs | 4          |                     |   |                       |            |            |  |
|  | 4          | Hershey Bears         | 2          |                     |   |                       |            |            |  |
|  | 4          | Hershey Bears         | 2          |                     | 1 | Nova Scotia Voyageurs | 4          |            |  |
|  |            |                       |            |                     | 1 | Nova Scotia Voyageurs | 4          |            |  |
|  |            |                       | 3          | Rochester Americans | 2 |                       |            |            |  |
|  | 2          | New Haven Nighthawks  | 3          | Rochester Americans | 2 | 2                     |            |            |  |
|  | 2          | New Haven Nighthawks  |            |                     |   |                       |            |            |  |
|  | 3          | Rochester Americans   | 4          |                     |   |                       |            |            |  |

## Premi AHL
- Calder Cup: Nova Scotia Voyageurs
- F. G. "Teddy" Oke Trophy: Nova Scotia Voyageurs
- Dudley "Red" Garrett Memorial Award: Rod Schutt (Nova Scotia Voyageurs)
- Eddie Shore Award: Brian Engblom (Nova Scotia Voyageurs)
- Harry "Hap" Holmes Memorial Award: Ed Walsh e Dave Elenbaas (Nova Scotia Voyageurs)
- John B. Sollenberger Trophy: André Peloffy (Springfield Indians)
- Les Cunningham Award: Doug Gibson (Rochester Americans)
- Louis A. R. Pieri Memorial Award: Al MacNeil (Nova Scotia Voyageurs)

### Vincitori
| Nova Scotia Voyageurs | Portieri: Ed Walsh, Dave Elenbaas Difensori: Brian Engblom, Greg Fox, Chuck Luksa, Gilles Lupien Attaccanti: Bruce Baker, Mike Busniuk, Jim Cahoon, Cliff Cox, Don Howse, Pat Hughes, Peter Lee, Gord McTavish, Pierre Mondou, Harold Phillipoff, Mike Polich, Rod Schutt, Paul Woods, Ron Wilson Allenatore: Al MacNeil |

### AHL All-Star Team
First All-Star Team
- Attaccanti: Walt Ledingham • Doug Gibson • Eddie Johnstone
- Difensori: Brian Engblom • John Bednarski
- Portiere: Ed Walsh

Second All-Star Team
- Attaccanti: Ron Garwasiuk • Pierre Mondou • Gordie Clark
- Difensori: Gary Geldart • Al Sims
- Portiere: Paul Harrison